# Helictotrichon argaeum
Helictotrichon argaeum là một loài thực vật có hoa trong họ Hòa thảo. Loài này được (Boiss.) Parsa mô tả khoa học đầu tiên năm 1951.